# Liste des monuments historiques protégés en 2010
Cet article recense les immeubles protégés au titre des monuments historiques en 2010, en France.

## Protections
| Édifice | Commune                             | Département             | Région                     | Protection | Base Mérimée                         | Coordonnées                         | Image |
| --- | ----------------------------------- | ----------------------- | -------------------------- | ---------- | ------------------------------------ | ----------------------------------- | ----- |
| Le Café français                                                                                                | Bourg-en-Bresse                     | Ain                     | Auvergne-Rhône-Alpes       | inscrit    | « PA01000033 », notice no PA01000033 | 46° 12′ 16″ nord, 5° 13′ 30″ est    |       |
| Château de Chaugy                                                                                               | Bessay-sur-Allier                   | Allier                  | Auvergne-Rhône-Alpes       | inscrit    | « PA00092994 », notice no PA00092994 | 46° 26′ 34″ nord, 3° 22′ 43″ est    |       |
| Église Saint-Pierre                                                                                             | Brethon (Le)                        | Allier                  | Auvergne-Rhône-Alpes       | inscrit    | « PA00093023 », notice no PA00093023 | 46° 34′ 12″ nord, 2° 43′ 04″ est    |       |
| Château du Grand Coudray                                                                                        | Chappes                             | Allier                  | Auvergne-Rhône-Alpes       | inscrit    | « PA00093039 », notice no PA00093039 | 46° 22′ 37″ nord, 2° 58′ 33″ est    |       |
| Château de Mortillon                                                                                            | Coulanges                           | Allier                  | Auvergne-Rhône-Alpes       | inscrit    | « PA00093071 », notice no PA00093071 | 46° 28′ 35″ nord, 3° 53′ 27″ est    |       |
| Abbaye Saint-Léger                                                                                              | Ébreuil                             | Allier                  | Auvergne-Rhône-Alpes       | inscrit    | « PA03000038 », notice no PA03000038 | 46° 06′ 54″ nord, 3° 05′ 20″ est    |       |
| Château de la Roche-Othon                                                                                       | Hérisson                            | Allier                  | Auvergne-Rhône-Alpes       | inscrit    | « PA00093115 », notice no PA00093115 | 46° 31′ 51″ nord, 2° 40′ 21″ est    |       |
| Château de Chatignoux                                                                                           | Murat                               | Allier                  | Auvergne-Rhône-Alpes       | inscrit    | « PA00093234 », notice no PA00093234 | 46° 23′ 12″ nord, 2° 54′ 18″ est    |       |
| Château de la Viveyre                                                                                           | Souvigny                            | Allier                  | Auvergne-Rhône-Alpes       | inscrit    | « PA03000043 », notice no PA03000043 | 46° 29′ 49″ nord, 3° 11′ 09″ est    |       |
| Château de Fontariol                                                                                            | Le Theil                            | Allier                  | Auvergne-Rhône-Alpes       | inscrit    | « PA00093312 », notice no PA00093312 | 46° 22′ 01″ nord, 3° 06′ 56″ est    |       |
| Château de Puy-Guillon                                                                                          | Vernusse                            | Allier                  | Auvergne-Rhône-Alpes       | inscrit    | « PA03000044 », notice no PA03000044 | 46° 15′ 48″ nord, 2° 58′ 02″ est    |       |
| Monument aux morts de la Vallée                                                                                 | Barcelonnette                       | Alpes-de-Haute-Provence | Provence-Alpes-Côte d'Azur | inscrit    | « PA04000029 », notice no PA04000029 | 44° 23′ 11″ nord, 6° 38′ 47″ est    |       |
| Monument aux morts                                                                                              | Château-Arnoux-Saint-Auban          | Alpes-de-Haute-Provence | Provence-Alpes-Côte d'Azur | inscrit    | « PA04000030 », notice no PA04000030 | 44° 05′ 41″ nord, 6° 00′ 34″ est    |       |
| Monument aux morts de la guerre de 1914-1918                                                                    | Cannes                              | Alpes-Maritimes         | Provence-Alpes-Côte d'Azur | inscrit    | « PA06000036 », notice no PA06000036 | 43° 33′ 04″ nord, 7° 00′ 46″ est    |       |
| Monument aux morts                                                                                              | Grasse                              | Alpes-Maritimes         | Provence-Alpes-Côte d'Azur | inscrit    | « PA06000037 », notice no PA06000037 | 43° 39′ 29″ nord, 6° 55′ 26″ est    |       |
| Palais Hongran                                                                                                  | Nice                                | Alpes-Maritimes         | Provence-Alpes-Côte d'Azur | inscrit    | « PA06000039 », notice no PA06000039 | 43° 41′ 44″ nord, 7° 16′ 23″ est    |       |
| Domaine des Trois Moulins de la Valmasque                                                                       | Valbonne                            | Alpes-Maritimes         | Provence-Alpes-Côte d'Azur | inscrit    | « PA06000041 », notice no PA06000041 | 43° 36′ 24″ nord, 7° 04′ 01″ est    |       |
| Maison Unal | Labeaume                            | Ardèche                 | Auvergne-Rhône-Alpes       | inscrit    | « PA07000017 », notice no PA07000017 | 44° 28′ 09″ nord, 4° 16′ 51″ est    |       |
| Mine de Champgontier                                                                                            | Prades                              | Ardèche                 | Auvergne-Rhône-Alpes       | inscrit    | « PA07000018 », notice no PA07000018 | 44° 37′ 58″ nord, 4° 17′ 32″ est    |       |
| Château de Buzancy                                                                                              | Buzancy                             | Ardennes                | Grand Est                  | classé     | « PA00078354 », notice no PA00078354 | 49° 25′ 28″ nord, 4° 57′ 14″ est    |       |
| Château de Gruyères                                                                                             | Gruyères                            | Ardennes                | Grand Est                  | inscrit    | « PA08000012 », notice no PA08000012 | 49° 42′ 41″ nord, 4° 36′ 13″ est    |       |
| Ensemble monumental de Tourtouse                                                                                | Tourtouse                           | Ariège                  | Occitanie                  | inscrit    | « PA09000024 », notice no PA09000024 | 43° 05′ 34″ nord, 1° 07′ 28″ est    |       |
| Maison seigneuriale                                                                                             | Champignol-lez-Mondeville           | Aube                    | Grand Est                  | inscrit    | « PA10000026 », notice no PA10000026 | 48° 08′ 25″ nord, 4° 40′ 32″ est    |       |
| Église Sainte-Agnès                                                                                             | Fontaine-les-Grès                   | Aube                    | Grand Est                  | inscrit    | « PA10000027 », notice no PA10000027 | 48° 25′ 38″ nord, 3° 55′ 02″ est    |       |
| Maison de la congrégation des Sœurs de la Providence                                                            | Troyes                              | Aube                    | Grand Est                  | inscrit    | « PA10000028 », notice no PA10000028 | 48° 17′ 32″ nord, 4° 04′ 43″ est    |       |
| Église protestante Saint-Pierre                                                                                 | Wolfisheim                          | Bas-Rhin                | Grand Est                  | inscrit    | « PA00085265 », notice no PA00085265 | 48° 35′ 03″ nord, 7° 39′ 55″ est    |       |
| Monument aux morts                                                                                              | Aubagne                             | Bouches-du-Rhône        | Provence-Alpes-Côte d'Azur | inscrit    | « PA13000059 », notice no PA13000059 | 43° 17′ 38″ nord, 5° 34′ 03″ est    |       |
| Monument aux morts                                                                                              | Cabannes                            | Bouches-du-Rhône        | Provence-Alpes-Côte d'Azur | inscrit    | « PA13000060 », notice no PA13000060 | 43° 51′ 39″ nord, 4° 56′ 59″ est    |       |
| Château de Lagoy                                                                                                | Saint-Rémy-de-Provence              | Bouches-du-Rhône        | Provence-Alpes-Côte d'Azur | classé     | « PA00081442 », notice no PA00081442 | 43° 48′ 32″ nord, 4° 50′ 59″ est    |       |
| Monument aux morts                                                                                              | Saint-Rémy-de-Provence              | Bouches-du-Rhône        | Provence-Alpes-Côte d'Azur | inscrit    | « PA13000061 », notice no PA13000061 | 43° 47′ 16″ nord, 4° 49′ 48″ est    |       |
| Palais épiscopal (hôtel de ville et musée)                                                                      | Bayeux                              | Calvados                | Normandie                  | inscrit    | « PA00111053 », notice no PA00111053 | 49° 16′ 34″ nord, 0° 42′ 10″ ouest  |       |
| Domaine des Enclos                                                                                              | Benerville-sur-Mer                  | Calvados                | Normandie                  | inscrit    | « PA14000084 », notice no PA14000084 | 49° 20′ 04″ nord, 0° 03′ 02″ est    |       |
| Ancien asile d'aliénés du Bon Sauveur                                                                           | Caen                                | Calvados                | Normandie                  | inscrit    | « PA14000086 », notice no PA14000086 | 49° 10′ 39″ nord, 0° 22′ 41″ ouest  |       |
| Bureau de poste Gambetta                                                                                        | Caen                                | Calvados                | Normandie                  | inscrit    | « PA14000085 », notice no PA14000085 | 49° 10′ 49″ nord, 0° 21′ 51″ ouest  |       |
| Église de la Nativité-de-Notre-Dame                                                                             | Cahagnes                            | Calvados                | Normandie                  | inscrit    | « PA14000088 », notice no PA14000088 | 49° 03′ 58″ nord, 0° 46′ 02″ ouest  |       |
| Château d'Aubigny                                                                                               | Cahagnes                            | Calvados                | Normandie                  | inscrit    | « PA00111197 », notice no PA00111197 | 49° 03′ 52″ nord, 0° 47′ 38″ ouest  |       |
| Chapelle funéraire des Longaunay                                                                                | Dampierre                           | Calvados                | Normandie                  | inscrit    | « PA14000089 », notice no PA14000089 | 49° 02′ 36″ nord, 0° 52′ 02″ ouest  |       |
| Gare de Trouville - Deauville                                                                                   | Deauville                           | Calvados                | Normandie                  | inscrit    | « PA14000090 », notice no PA14000090 | 49° 21′ 35″ nord, 0° 05′ 04″ est    |       |
| Lycée Louis-Liard                                                                                               | Falaise                             | Calvados                | Normandie                  | inscrit    | « PA14000091 », notice no PA14000091 | 48° 53′ 44″ nord, 0° 11′ 42″ ouest  |       |
| Marché couvert                                                                                                  | Falaise                             | Calvados                | Normandie                  | inscrit    | « PA14000092 », notice no PA14000092 | 48° 53′ 46″ nord, 0° 11′ 57″ ouest  |       |
| Château d'eau d'Hérouville-Saint-Clair                                                                          | Hérouville-Saint-Clair              | Calvados                | Normandie                  | inscrit    | « PA14000093 », notice no PA14000093 | 49° 12′ 10″ nord, 0° 20′ 32″ ouest  |       |
| Église Saint-Firmin                                                                                             | May-sur-Orne                        | Calvados                | Normandie                  | inscrit    | « PA14000095 », notice no PA14000095 | 49° 06′ 05″ nord, 0° 22′ 28″ ouest  |       |
| Groupe scolaire Jean-Jaurès et mairie annexe de Canon                                                           | Mézidon-Canon                       | Calvados                | Normandie                  | inscrit    | « PA14000096 », notice no PA14000096 | 49° 04′ 27″ nord, 0° 05′ 29″ ouest  |       |
| Château de Monts                                                                                                | Monts-en-Bessin                     | Calvados                | Normandie                  | inscrit    | « PA14000097 », notice no PA14000097 | 49° 07′ 11″ nord, 0° 37′ 05″ ouest  |       |
| Bureau de poste                                                                                                 | Trouville-sur-Mer                   | Calvados                | Normandie                  | inscrit    | « PA14000098 », notice no PA14000098 | 49° 21′ 58″ nord, 0° 04′ 53″ est    |       |
| Hôtel de ville                                                                                                  | Vire                                | Calvados                | Normandie                  | inscrit    | « PA14000099 », notice no PA14000099 | 48° 50′ 16″ nord, 0° 53′ 19″ ouest  |       |
| Château Saint-Étienne                                                                                           | Aurillac                            | Cantal                  | Auvergne-Rhône-Alpes       | inscrit    | « PA00093450 », notice no PA00093450 | 44° 56′ 05″ nord, 2° 26′ 45″ est    |       |
| Commanderie de l'Hôpital-Chaufranche                                                                            | Saint-Cirgues-de-Malbert            | Cantal                  | Auvergne-Rhône-Alpes       | inscrit    | « PA15000044 », notice no PA15000044 | 45° 05′ 52″ nord, 2° 23′ 35″ est    |       |
| Tumuli de Chausse (ou tumuli de la Chau)                                                                        | Saint-Georges                       | Cantal                  | Auvergne-Rhône-Alpes       | inscrit    | « PA00093640 », notice no PA00093640 | 45° 02′ 39″ nord, 3° 06′ 54″ est    |       |
| Château de Vals                                                                                                 | Saint-Santin-Cantalès               | Cantal                  | Auvergne-Rhône-Alpes       | inscrit    | « PA15000046 », notice no PA15000046 | 45° 02′ 03″ nord, 2° 16′ 28″ est    |       |
| Maison Bertrandy                                                                                                | Salers                              | Cantal                  | Auvergne-Rhône-Alpes       | inscrit    | « PA00093678 », notice no PA00093678 | 45° 08′ 15″ nord, 2° 29′ 35″ est    |       |
| Église Saint-Pantaléon                                                                                          | Salins                              | Cantal                  | Auvergne-Rhône-Alpes       | inscrit    | « PA00093685 », notice no PA00093685 | 45° 11′ 29″ nord, 2° 23′ 30″ est    |       |
| Logis de Ribérolles                                                                                             | Rivières                            | Charente                | Nouvelle-Aquitaine         | inscrit    | « PA16000046 », notice no PA16000046 | 45° 45′ 40″ nord, 0° 21′ 27″ est    |       |
| Moulin de Nanteuillet                                                                                           | Voulgézac                           | Charente                | Nouvelle-Aquitaine         | inscrit    | « PA16000045 », notice no PA16000045 | 45° 31′ 48″ nord, 0° 08′ 23″ est    |       |
| Maison | Île-d'Aix                           | Charente-Maritime       | Nouvelle-Aquitaine         | classé     | « PA00104768 », notice no PA00104768 | 46° 00′ 41″ nord, 1° 10′ 22″ ouest  |       |
| Hôtel de la Villemarais                                                                                         | La Rochelle                         | Charente-Maritime       | Nouvelle-Aquitaine         | inscrit    | « PA17000083 », notice no PA17000083 | 46° 09′ 36″ nord, 1° 09′ 18″ ouest  |       |
| Hôtel de l'Intendance                                                                                           | La Rochelle                         | Charente-Maritime       | Nouvelle-Aquitaine         | inscrit    | « PA00104889 », notice no PA00104889 | 46° 09′ 38″ nord, 1° 09′ 15″ ouest  |       |
| Château de la Faye                                                                                              | Villexavier                         | Charente-Maritime       | Nouvelle-Aquitaine         | inscrit    | « PA17000084 », notice no PA17000084 | 45° 22′ 35″ nord, 0° 26′ 02″ ouest  |       |
| Observatoire de Louis-Théophile Moreux                                                                          | Bourges                             | Cher                    | Centre-Val de Loire        | inscrit    | « PA18000052 », notice no PA18000052 | 47° 04′ 20″ nord, 2° 24′ 13″ est    |       |
| Moulin à eau de Tirepeine                                                                                       | Subligny                            | Cher                    | Centre-Val de Loire        | inscrit    | « PA18000053 », notice no PA18000053 | 47° 24′ 52″ nord, 2° 43′ 45″ est    |       |
| Pigeonnier-porche de Branceilles                                                                                | Branceilles                         | Corrèze                 | Nouvelle-Aquitaine         | inscrit    | « PA19000020 », notice no PA19000020 | 44° 59′ 56″ nord, 1° 41′ 56″ est    |       |
| Pigeonnier-porche du Four                                                                                       | Varetz                              | Corrèze                 | Nouvelle-Aquitaine         | inscrit    | « PA19000021 », notice no PA19000021 | 45° 10′ 50″ nord, 1° 26′ 37″ est    |       |
| Chapelle San'Petru di Panicala                                                                                  | Forciolo                            | Corse-du-Sud            | Corse                      | inscrit    | « PA2A000006 », notice no PA2A000006 | 41° 51′ 17″ nord, 8° 59′ 45″ est    |       |
| Castello di Cuntorba                                                                                            | Olmeto                              | Corse-du-Sud            | Corse                      | inscrit    | « PA2A000007 », notice no PA2A000007 | 41° 42′ 16″ nord, 8° 51′ 31″ est    |       |
| Maison Champy                                                                                                   | Beaune                              | Côte-d'Or               | Bourgogne-Franche-Comté    | inscrit    | « PA21000054 », notice no PA21000054 | 47° 01′ 29″ nord, 4° 50′ 27″ est    |       |
| Abbaye Saint-Pierre                                                                                             | Bèze                                | Côte-d'Or               | Bourgogne-Franche-Comté    | inscrit    | « PA21000055 », notice no PA21000055 | 47° 28′ 02″ nord, 5° 16′ 20″ est    |       |
| Commanderie d'Épailly                                                                                           | Courban                             | Côte-d'Or               | Bourgogne-Franche-Comté    | inscrit    | « PA00112238 », notice no PA00112238 | 47° 55′ 50″ nord, 4° 43′ 03″ est    |       |
| Lycée Carnot | Dijon                               | Côte-d'Or               | Bourgogne-Franche-Comté    | inscrit    | « PA21000058 », notice no PA21000058 | 47° 19′ 25″ nord, 5° 02′ 57″ est    |       |
| Bornes de la forêt de Mirebeau                                                                                  | Mirebeau-sur-Bèze                   | Côte-d'Or               | Bourgogne-Franche-Comté    | inscrit    | « PA21000056 », notice no PA21000056 |                                     |       |
| Hôtel de la Côte d'Or                                                                                           | Saulieu                             | Côte-d'Or               | Bourgogne-Franche-Comté    | inscrit    | « PA21000057 », notice no PA21000057 | 47° 16′ 56″ nord, 4° 13′ 46″ est    |       |
| Hôpital | Semur-en-Auxois                     | Côte-d'Or               | Bourgogne-Franche-Comté    | inscrit    | « PA00112671 », notice no PA00112671 | 47° 29′ 21″ nord, 4° 19′ 37″ est    |       |
| Tour des Hébihens                                                                                               | Saint-Jacut-de-la-Mer               | Côtes-d'Armor           | Bretagne                   | inscrit    | « PA22000030 », notice no PA22000030 | 48° 37′ 26″ nord, 2° 11′ 20″ ouest  |       |
| Château de Villemoleix                                                                                          | Chambon-sur-Voueize                 | Creuse                  | Nouvelle-Aquitaine         | inscrit    | « PA23000021 », notice no PA23000021 | 46° 10′ 17″ nord, 2° 25′ 32″ est    |       |
| Château du Chiroux                                                                                              | Peyrat-la-Nonière                   | Creuse                  | Nouvelle-Aquitaine         | inscrit    | « PA00100127 », notice no PA00100127 | 46° 04′ 54″ nord, 2° 14′ 04″ est    |       |
| Château de Villemonteix                                                                                         | Saint-Pardoux-les-Cards             | Creuse                  | Nouvelle-Aquitaine         | inscrit    | « PA00100183 », notice no PA00100183 | 46° 06′ 28″ nord, 2° 08′ 35″ est    |       |
| Pigeonnier-chapelle de La Chaze                                                                                 | Sermur                              | Creuse                  | Nouvelle-Aquitaine         | inscrit    | « PA23000022 », notice no PA23000022 | 45° 58′ 34″ nord, 2° 24′ 31″ est    |       |
| Église Saint-Léonard de Mareilles-au-Prieur                                                                     | Sous-Parsat                         | Creuse                  | Nouvelle-Aquitaine         | inscrit    | « PA00100205 », notice no PA00100205 | 46° 03′ 49″ nord, 1° 57′ 39″ est    |       |
| Château du Theil                                                                                                | Saint-Aubin-le-Cloud                | Deux-Sèvres             | Nouvelle-Aquitaine         | inscrit    | « PA79000038 », notice no PA79000038 | 46° 40′ 40″ nord, 0° 18′ 14″ ouest  |       |
| Chartreuse des Fraux                                                                                            | La Bachellerie                      | Dordogne                | Nouvelle-Aquitaine         | inscrit    | « PA24000074 », notice no PA24000074 | 45° 08′ 05″ nord, 1° 09′ 24″ est    |       |
| Château de Lanquais                                                                                             | Lanquais                            | Dordogne                | Nouvelle-Aquitaine         | classé     | « PA00082605 », notice no PA00082605 | 44° 49′ 08″ nord, 0° 40′ 27″ est    |       |
| Hospice de Malrigou                                                                                             | Saint-Jean-d'Estissac               | Dordogne                | Nouvelle-Aquitaine         | inscrit    | « PA24000076 », notice no PA24000076 | 45° 01′ 45″ nord, 0° 30′ 46″ est    |       |
| Chai de Lardimalie                                                                                              | Saint-Pierre-de-Chignac             | Dordogne                | Nouvelle-Aquitaine         | inscrit    | « PA24000075 », notice no PA24000075 | 45° 08′ 11″ nord, 0° 51′ 59″ est    |       |
| Ancienne église Saint-Hilaire                                                                                   | Trémolat                            | Dordogne                | Nouvelle-Aquitaine         | inscrit    | « PA00083029 », notice no PA00083029 | 44° 52′ 29″ nord, 0° 49′ 43″ est    |       |
| Château de la Meyfrenie                                                                                         | Verteillac                          | Dordogne                | Nouvelle-Aquitaine         | inscrit    | « PA24000022 », notice no PA24000022 | 45° 20′ 41″ nord, 0° 22′ 09″ est    |       |
| Hôtel Terrier de Santans                                                                                        | Besançon                            | Doubs                   | Bourgogne-Franche-Comté    | classé     | « PA00101508 », notice no PA00101508 | 47° 14′ 14″ nord, 6° 01′ 30″ est    |       |
| Chapelle Notre-Dame-des-Bois de Villers-sous-Chalamont                                                          | Villers-sous-Chalamont              | Doubs                   | Bourgogne-Franche-Comté    | inscrit    | « PA25000070 », notice no PA25000070 | 46° 53′ 51″ nord, 6° 02′ 40″ est    |       |
| Temple protestant de Dieulefit                                                                                  | Dieulefit                           | Drôme                   | Auvergne-Rhône-Alpes       | inscrit    | « PA26000022 », notice no PA26000022 | 44° 31′ 24″ nord, 5° 03′ 57″ est    |       |
| Moulin à vent de Beauvert                                                                                       | Donzère                             | Drôme                   | Auvergne-Rhône-Alpes       | inscrit    | « PA26000023 », notice no PA26000023 | 44° 26′ 53″ nord, 4° 42′ 27″ est    |       |
| Palais idéal du facteur Cheval                                                                                  | Hauterives                          | Drôme                   | Auvergne-Rhône-Alpes       | inscrit    | « PA00116966 », notice no PA00116966 | 45° 15′ 23″ nord, 5° 01′ 43″ est    |       |
| Temple protestant de Taulignan                                                                                  | Taulignan                           | Drôme                   | Auvergne-Rhône-Alpes       | inscrit    | « PA26000025 », notice no PA26000025 | 44° 26′ 41″ nord, 4° 58′ 56″ est    |       |
| Ferme de Chateaupers                                                                                            | Roinville                           | Essonne                 | Île-de-France              | inscrit    | « PA00087992 », notice no PA00087992 | 48° 32′ 14″ nord, 2° 02′ 53″ est    |       |
| Château fort d'Avrilly                                                                                          | Avrilly                             | Eure                    | Normandie                  | inscrit    | « PA27000080 », notice no PA27000080 | 48° 55′ 49″ nord, 1° 08′ 23″ est    |       |
| Église Notre-Dame de Champ-Dolent                                                                               | Champ-Dolent                        | Eure                    | Normandie                  | inscrit    | « PA27000081 », notice no PA27000081 | 48° 57′ 36″ nord, 1° 00′ 41″ est    |       |
| Église Sainte-Marie-Madeleine de Mesnil-sur-l'Estrée                                                            | Mesnil-sur-l'Estrée                 | Eure                    | Normandie                  | inscrit    | « PA27000082 », notice no PA27000082 | 48° 46′ 13″ nord, 1° 17′ 34″ est    |       |
| Phare de Quillebeuf                                                                                             | Quillebeuf-sur-Seine                | Eure                    | Normandie                  | inscrit    | « PA27000083 », notice no PA27000083 | 49° 28′ 27″ nord, 0° 31′ 33″ est    |       |
| Église Saint-Denis de Prunay-le-Gillon                                                                          | Prunay-le-Gillon                    | Eure-et-Loir            | Centre-Val de Loire        | inscrit    | « PA00097187 », notice no PA00097187 | 48° 21′ 53″ nord, 1° 38′ 06″ est    |       |
| Pont de Rohan                                                                                                   | Landerneau                          | Finistère               | Bretagne                   | inscrit    | « PA00090032 », notice no PA00090032 | 48° 27′ 00″ nord, 4° 14′ 57″ ouest  |       |
| Église Saint-Agapit de Plouégat-Guérand                                                                         | Plouégat-Guérand                    | Finistère               | Bretagne                   | classé     | « PA29000066 », notice no PA29000066 | 48° 37′ 14″ nord, 3° 40′ 28″ ouest  |       |
| Maison conventuelle des Dames de la Retraite                                                                    | Quimper                             | Finistère               | Bretagne                   | inscrit    | « PA00090325 », notice no PA00090325 | 47° 59′ 40″ nord, 4° 06′ 35″ ouest  |       |
| Château d'Aubais                                                                                                | Aubais                              | Gard                    | Occitanie                  | classé     | « PA30000015 », notice no PA30000015 | 43° 45′ 14″ nord, 4° 08′ 45″ est    |       |
| Église Saint-Charles                                                                                            | Nîmes                               | Gard                    | Occitanie                  | inscrit    | « PA30000079 », notice no PA30000079 | 43° 50′ 27″ nord, 4° 21′ 35″ est    |       |
| Hôtel Colomb de Daunant                                                                                         | Nîmes                               | Gard                    | Occitanie                  | inscrit    | « PA30000080 », notice no PA30000080 | 43° 50′ 08″ nord, 4° 22′ 08″ est    |       |
| Hôtel Davé | Nîmes                               | Gard                    | Occitanie                  | inscrit    | « PA30000081 », notice no PA30000081 | 43° 50′ 07″ nord, 4° 22′ 07″ est    |       |
| Château de Sommières                                                                                            | Sommières                           | Gard                    | Occitanie                  | inscrit    | « PA00103239 », notice no PA00103239 | 43° 46′ 58″ nord, 4° 05′ 31″ est    |       |
| Pigeonnier-octroi de Maignaut-Tauzia                                                                            | Maignaut-Tauzia                     | Gers                    | Occitanie                  | inscrit    | « PA32000024 », notice no PA32000024 | 43° 53′ 24″ nord, 0° 24′ 21″ est    |       |
| Chartreuse de Poliné                                                                                            | Pavie                               | Gers                    | Occitanie                  | inscrit    | « PA32000023 », notice no PA32000023 | 43° 37′ 02″ nord, 0° 34′ 49″ est    |       |
| Pigeonnier des Poutéous                                                                                         | Pessoulens                          | Gers                    | Occitanie                  | inscrit    | « PA32000026 », notice no PA32000026 | 43° 51′ 45″ nord, 0° 52′ 53″ est    |       |
| Pigeonnier de la Bernisse                                                                                       | Seissan                             | Gers                    | Occitanie                  | inscrit    | « PA32000027 », notice no PA32000027 | 43° 29′ 59″ nord, 0° 35′ 39″ est    |       |
| Maison Couturier                                                                                                | Bordeaux                            | Gironde                 | Nouvelle-Aquitaine         | classé     | « PA33000125 », notice no PA33000125 | 44° 50′ 09″ nord, 0° 34′ 08″ ouest  |       |
| Passerelle Eiffel                                                                                               | Bordeaux                            | Gironde                 | Nouvelle-Aquitaine         | classé     | « PA33000110 », notice no PA33000110 | 44° 49′ 56″ nord, 0° 33′ 06″ ouest  |       |
| Institution nationale des sourdes et muettes                                                                    | Bordeaux                            | Gironde                 | Nouvelle-Aquitaine         | inscrit    | « PA33000131 », notice no PA33000131 | 44° 50′ 35″ nord, 0° 35′ 01″ ouest  |       |
| Cimetière des Oubliés de Cadillac                                                                               | Cadillac                            | Gironde                 | Nouvelle-Aquitaine         | inscrit    | « PA33000132 », notice no PA33000132 | 44° 38′ 03″ nord, 0° 18′ 45″ ouest  |       |
| Domaine de Montalban                                                                                            | Casseuil                            | Gironde                 | Nouvelle-Aquitaine         | inscrit    | « PA33000137 », notice no PA33000137 | 44° 35′ 10″ nord, 0° 07′ 24″ ouest  |       |
| Observatoire aquitain des sciences de l'univers                                                                 | Floirac                             | Gironde                 | Nouvelle-Aquitaine         | inscrit    | « PA33000133 », notice no PA33000133 | 44° 50′ 06″ nord, 0° 31′ 34″ ouest  |       |
| Château de Pitray                                                                                               | Gardegan-et-Tourtirac               | Gironde                 | Nouvelle-Aquitaine         | inscrit    | « PA33000134 », notice no PA33000134 | 44° 54′ 00″ nord, 0° 01′ 39″ ouest  |       |
| Grange muletière de Saint-Symphorien                                                                            | Saint-Symphorien                    | Gironde                 | Nouvelle-Aquitaine         | inscrit    | « PA33000135 », notice no PA33000135 | 44° 25′ 47″ nord, 0° 28′ 55″ ouest  |       |
| Fontaine votive et groupe commémoratif du Pas de la Mule                                                        | Verdelais                           | Gironde                 | Nouvelle-Aquitaine         | classé     | « PA33000031 », notice no PA33000031 | 44° 35′ 22″ nord, 0° 14′ 47″ ouest  |       |
| Couvent des Célestins de Verdelais                                                                              | Verdelais                           | Gironde                 | Nouvelle-Aquitaine         | classé     | « PA33000029 », notice no PA33000029 | 44° 35′ 19″ nord, 0° 14′ 57″ ouest  |       |
| Basilique Notre-Dame de Verdelais                                                                               | Verdelais                           | Gironde                 | Nouvelle-Aquitaine         | classé     | « PA33000027 », notice no PA33000027 | 44° 35′ 18″ nord, 0° 14′ 56″ ouest  |       |
| Chemin de croix et calvaire de Verdelais                                                                        | Verdelais                           | Gironde                 | Nouvelle-Aquitaine         | classé     | « PA33000028 », notice no PA33000028 | 44° 35′ 05″ nord, 0° 14′ 57″ ouest  |       |
| Croix votive | Verdelais                           | Gironde                 | Nouvelle-Aquitaine         | classé     | « PA33000030 », notice no PA33000030 | 44° 35′ 18″ nord, 0° 15′ 05″ ouest  |       |
| Château de Virelade                                                                                             | Virelade                            | Gironde                 | Nouvelle-Aquitaine         | inscrit    | « PA33000136 », notice no PA33000136 | 44° 39′ 19″ nord, 0° 22′ 54″ ouest  |       |
| Château de la famille d'Eplingen                                                                                | Hagenthal-le-Bas                    | Haut-Rhin               | Grand Est                  | inscrit    | « PA68000057 », notice no PA68000057 | 47° 31′ 26″ nord, 7° 28′ 36″ est    |       |
| Chalet-hôpital de la Côte d'Echery                                                                              | Sainte-Marie-aux-Mines              | Haut-Rhin               | Grand Est                  | inscrit    | « PA68000058 », notice no PA68000058 | 48° 13′ 51″ nord, 7° 08′ 36″ est    |       |
| Statue de Napoleon Ier                                                                                          | Bastia                              | Haute-Corse             | Corse                      | classé     | « PA2B000012 », notice no PA2B000012 | 42° 41′ 59″ nord, 9° 27′ 03″ est    |       |
| Phare aéronautique de la côte de Monteserre                                                                     | Baziège                             | Haute-Garonne           | Occitanie                  | inscrit    | « PA31000087 », notice no PA31000087 | 43° 27′ 23″ nord, 1° 37′ 21″ est    |       |
| Château de Drudas                                                                                               | Drudas                              | Haute-Garonne           | Occitanie                  | inscrit    | « PA31000088 », notice no PA31000088 | 43° 45′ 19″ nord, 1° 05′ 54″ est    |       |
| Pyramide de démarcation de la Guyenne et du Languedoc                                                           | Noé                                 | Haute-Garonne           | Occitanie                  | inscrit    | « PA00094379 », notice no PA00094379 | 43° 22′ 12″ nord, 1° 16′ 29″ est    |       |
| Croix de cimetière de Miramont-de-Comminges                                                                     | Miramont-de-Comminges               | Haute-Garonne           | Occitanie                  | inscrit    | « PA31000086 », notice no PA31000086 | 43° 05′ 31″ nord, 0° 44′ 42″ est    |       |
| Maison | Toulouse                            | Haute-Garonne           | Occitanie                  | inscrit    | « PA31000089 », notice no PA31000089 | 43° 36′ 52″ nord, 1° 27′ 26″ est    |       |
| Maison Girard                                                                                                   | Bas-en-Basset                       | Haute-Loire             | Auvergne-Rhône-Alpes       | classé     | « PA00092961 », notice no PA00092961 | 45° 18′ 20″ nord, 4° 06′ 38″ est    |       |
| Château du Bos                                                                                                  | Blesle                              | Haute-Loire             | Auvergne-Rhône-Alpes       | inscrit    | « PA00125279 », notice no PA00125279 | 45° 20′ 08″ nord, 3° 09′ 32″ est    |       |
| Hôtel de Monteyremard                                                                                           | Le Puy-en-Velay                     | Haute-Loire             | Auvergne-Rhône-Alpes       | classé     | « PA43000053 », notice no PA43000053 | 45° 02′ 42″ nord, 3° 52′ 58″ est    |       |
| Église Saint-Sulpice de Morteau                                                                                 | Cirey-lès-Mareilles                 | Haute-Marne             | Grand Est                  | inscrit    | « PA52000029 », notice no PA52000029 | 48° 13′ 24″ nord, 5° 18′ 42″ est    |       |
| Château de Morteau                                                                                              | Cirey-lès-Mareilles                 | Haute-Marne             | Grand Est                  | classé     | « PA52000028 », notice no PA52000028 | 48° 13′ 28″ nord, 5° 18′ 49″ est    |       |
| Maison seigneuriale d'Enfonvelle                                                                                | Enfonvelle                          | Haute-Marne             | Grand Est                  | inscrit    | « PA52000030 », notice no PA52000030 | 47° 55′ 38″ nord, 5° 51′ 57″ est    |       |
| Hôtel Leclerc et d'Annonville                                                                                   | Joinville                           | Haute-Marne             | Grand Est                  | inscrit    | « PA52000031 », notice no PA52000031 | 48° 26′ 34″ nord, 5° 08′ 16″ est    |       |
| Église de la Nativité-de-Notre-Dame de Chauvirey-le-Châtel                                                      | Chauvirey-le-Châtel                 | Haute-Saône             | Bourgogne-Franche-Comté    | inscrit    | « PA70000098 », notice no PA70000098 | 47° 47′ 32″ nord, 5° 45′ 10″ est    |       |
| Église Saint-Martin de Luxeuil-les-Bains                                                                        | Luxeuil-les-Bains                   | Haute-Saône             | Bourgogne-Franche-Comté    | classé     | « PA70000099 », notice no PA70000099 | 47° 49′ 03″ nord, 6° 22′ 50″ est    |       |
| Prieuré de Marast                                                                                               | Marast                              | Haute-Saône             | Bourgogne-Franche-Comté    | classé     | « PA00102322 », notice no PA00102322 | 47° 33′ 24″ nord, 6° 23′ 01″ est    |       |
| Église Saint-Martin de Scey-sur-Saône                                                                           | Scey-sur-Saône-et-Saint-Albin       | Haute-Saône             | Bourgogne-Franche-Comté    | classé     | « PA00102273 », notice no PA00102273 | 47° 40′ 12″ nord, 5° 57′ 55″ est    |       |
| Ferme de Bel-Air                                                                                                | Frangy                              | Haute-Savoie            | Auvergne-Rhône-Alpes       | inscrit    | « PA74000013 », notice no PA74000013 | 46° 01′ 22″ nord, 5° 55′ 27″ est    |       |
| Château du Mazeau                                                                                               | Rempnat                             | Haute-Vienne            | Nouvelle-Aquitaine         | inscrit    | « PA00100423 », notice no PA00100423 | 45° 40′ 51″ nord, 1° 53′ 47″ est    |       |
| Logis seigneurial de Saint-Martin-le-Mault                                                                      | Saint-Martin-le-Mault               | Haute-Vienne            | Nouvelle-Aquitaine         | inscrit    | « PA87000037 », notice no PA87000037 | 46° 21′ 50″ nord, 1° 13′ 16″ est    |       |
| Château de Bort                                                                                                 | Saint-Priest-Taurion                | Haute-Vienne            | Nouvelle-Aquitaine         | inscrit    | « PA87000036 », notice no PA87000036 | 45° 54′ 35″ nord, 1° 21′ 52″ est    |       |
| Château de la Tour aux Paulmes                                                                                  | Verneuil-Moustiers                  | Haute-Vienne            | Nouvelle-Aquitaine         | inscrit    | « PA87000038 », notice no PA87000038 | 46° 19′ 41″ nord, 1° 06′ 40″ est    |       |
| Monument de l'Ange gardien                                                                                      | Château-Ville-Vieille               | Hautes-Alpes            | Provence-Alpes-Côte d'Azur | inscrit    | « PA05000017 », notice no PA05000017 | 44° 44′ 39″ nord, 6° 46′ 03″ est    |       |
| Pigeonnier de Chèze                                                                                             | Chèze                               | Hautes-Pyrénées         | Occitanie                  | inscrit    | « PA65000016 », notice no PA65000016 | 42° 54′ 25″ nord, 0° 01′ 46″ ouest  |       |
| Cathédrale Sainte-Geneviève-et-Saint-Maurice                                                                    | Nanterre                            | Hauts-de-Seine          | Île-de-France              | inscrit    | « PA00088126 », notice no PA00088126 | 48° 53′ 27″ nord, 2° 11′ 46″ est    |       |
| Maison d'André Lurçat                                                                                           | Sceaux                              | Hauts-de-Seine          | Île-de-France              | inscrit    | « PA92000020 », notice no PA92000020 | 48° 46′ 28″ nord, 2° 17′ 30″ est    |       |
| Chapelle des Pénitents d'Aniane                                                                                 | Aniane                              | Hérault                 | Occitanie                  | inscrit    | « PA00103353 », notice no PA00103353 | 43° 41′ 04″ nord, 3° 35′ 09″ est    |       |
| Château de Buzignargues                                                                                         | Buzignargues                        | Hérault                 | Occitanie                  | inscrit    | « PA34000081 », notice no PA34000081 | 43° 46′ 18″ nord, 4° 00′ 19″ est    |       |
| Glacière de Castelnau-le-Lez                                                                                    | Castelnau-le-Lez                    | Hérault                 | Occitanie                  | inscrit    | « PA34000080 », notice no PA34000080 | 43° 37′ 52″ nord, 3° 53′ 50″ est    |       |
| Château des comtes-évêques de Melgueil                                                                          | Mauguio                             | Hérault                 | Occitanie                  | classé     | « PA00103504 », notice no PA00103504 | 43° 36′ 54″ nord, 4° 00′ 39″ est    |       |
| Oppidum du Castellas (Oppidum d'Altimurium)                                                                     | Murviel-lès-Montpellier             | Hérault                 | Occitanie                  | inscrit    | « PA00103613 », notice no PA00103613 | 43° 36′ 33″ nord, 3° 44′ 05″ est    |       |
| Four à chaux de La Tour-sur-Orb                                                                                 | La Tour-sur-Orb                     | Hérault                 | Occitanie                  | inscrit    | « PA34000078 », notice no PA34000078 | 43° 38′ 55″ nord, 3° 09′ 10″ est    |       |
| Église Notre-Dame de Tilly                                                                                      | Tilly                               | Indre                   | Centre-Val de Loire        | inscrit    | « PA36000027 », notice no PA36000027 | 46° 24′ 24″ nord, 1° 12′ 10″ est    |       |
| Château d'Uzage                                                                                                 | Huismes                             | Indre-et-Loire          | Centre-Val de Loire        | inscrit    | « PA00097777 », notice no PA00097777 | 47° 12′ 46″ nord, 0° 15′ 20″ est    |       |
| Église Notre-Dame de Sepmes                                                                                     | Sepmes                              | Indre-et-Loire          | Centre-Val de Loire        | inscrit    | « PA37000028 », notice no PA37000028 | 47° 04′ 03″ nord, 0° 40′ 27″ est    |       |
| Collégiale Saint-André                                                                                          | Grenoble                            | Isère                   | Auvergne-Rhône-Alpes       | classé     | « PA00117181 », notice no PA00117181 | 45° 11′ 34″ nord, 5° 43′ 41″ est    |       |
| Église Saint-Étienne de Laval                                                                                   | Laval                               | Isère                   | Auvergne-Rhône-Alpes       | classé     | « PA00117210 », notice no PA00117210 | 45° 15′ 12″ nord, 5° 56′ 03″ est    |       |
| Maison forte des Allinges                                                                                       | Saint-Quentin-Fallavier             | Isère                   | Auvergne-Rhône-Alpes       | inscrit    | « PA38000030 », notice no PA38000030 | 45° 37′ 45″ nord, 5° 07′ 02″ est    |       |
| Château de Montmirey-la-Ville                                                                                   | Montmirey-la-Ville                  | Jura                    | Bourgogne-Franche-Comté    | inscrit    | « PA39000099 », notice no PA39000099 | 47° 12′ 59″ nord, 5° 31′ 21″ est    |       |
| Maison des Jurats                                                                                               | Hastingues                          | Landes                  | Nouvelle-Aquitaine         | inscrit    | « PA40000075 », notice no PA40000075 | 43° 32′ 03″ nord, 1° 08′ 56″ ouest  |       |
| Maison d'arrêt de Mont-de-Marsan                                                                                | Mont-de-Marsan                      | Landes                  | Nouvelle-Aquitaine         | inscrit    | « PA00083981 », notice no PA00083981 | 43° 53′ 35″ nord, 0° 30′ 06″ ouest  |       |
| Ferme de Pouy                                                                                                   | Solférino                           | Landes                  | Nouvelle-Aquitaine         | inscrit    | « PA40000076 », notice no PA40000076 | 44° 08′ 35″ nord, 0° 54′ 27″ ouest  |       |
| Moulin de Pont-Thibault                                                                                         | Chaon                               | Loir-et-Cher            | Centre-Val de Loire        | inscrit    | « PA41000065 », notice no PA41000065 | 47° 35′ 24″ nord, 2° 08′ 13″ est    |       |
| Chapelle Saint-Martin du Villiers                                                                               | La Chapelle-Saint-Martin-en-Plaine  | Loir-et-Cher            | Centre-Val de Loire        | inscrit    | « PA41000064 », notice no PA41000064 | 47° 44′ 56″ nord, 1° 23′ 51″ est    |       |
| Château de Cheverny                                                                                             | Cheverny                            | Loir-et-Cher            | Centre-Val de Loire        | classé     | « PA00098413 », notice no PA00098413 | 47° 30′ 01″ nord, 1° 27′ 29″ est    |       |
| Domaine d'Huchigny                                                                                              | Coulommiers-la-Tour                 | Loir-et-Cher            | Centre-Val de Loire        | inscrit    | « PA41000063 », notice no PA41000063 | 47° 46′ 59″ nord, 1° 06′ 29″ est    |       |
| Église Saint-Pierre de Montlivault                                                                              | Montlivault                         | Loir-et-Cher            | Centre-Val de Loire        | inscrit    | « PA00098504 », notice no PA00098504 | 47° 38′ 29″ nord, 1° 26′ 42″ est    |       |
| Monument funéraire de Pierre-François Chappotin et de sa mère                                                   | Pontlevoy                           | Loir-et-Cher            | Centre-Val de Loire        | inscrit    | « PA41000066 », notice no PA41000066 | 47° 23′ 34″ nord, 1° 15′ 05″ est    |       |
| Château des Radrets                                                                                             | Sargé-sur-Braye                     | Loir-et-Cher            | Centre-Val de Loire        | inscrit    | « PA00098591 », notice no PA00098591 | 47° 56′ 11″ nord, 0° 51′ 04″ est    |       |
| Église Saint-Martin d'Ambierle                                                                                  | Ambierle                            | Loire                   | Auvergne-Rhône-Alpes       | inscrit    | « PA00117423 », notice no PA00117423 | 46° 06′ 16″ nord, 3° 53′ 44″ est    |       |
| Unité d'habitation de Firminy-Vert                                                                              | Firminy                             | Loire                   | Auvergne-Rhône-Alpes       | classé     | « PA00125742 », notice no PA00125742 | 45° 22′ 40″ nord, 4° 16′ 53″ est    |       |
| Site minier dit "Puits Couriot", maintenant sauvegardé en Musée de la mine                                      | Saint-Étienne                       | Loire                   | Auvergne-Rhône-Alpes       | inscrit    | « PA42000039 », notice no PA42000039 | 45° 26′ 19″ nord, 4° 22′ 36″ est    |       |
| Temple protestant                                                                                               | Saint-Étienne                       | Loire                   | Auvergne-Rhône-Alpes       | inscrit    | « PA42000038 », notice no PA42000038 | 45° 26′ 21″ nord, 4° 22′ 59″ est    |       |
| Château d'Amoy                                                                                                  | Oison                               | Loiret                  | Centre-Val de Loire        | inscrit    | « PA45000037 », notice no PA45000037 | 48° 08′ 34″ nord, 1° 59′ 14″ est    |       |
| Église Saint-Maurice de Saint-Maurice-sur-Fessard                                                               | Saint-Maurice-sur-Fessard           | Loiret                  | Centre-Val de Loire        | inscrit    | « PA00099016 », notice no PA00099016 | 47° 59′ 32″ nord, 2° 37′ 08″ est    |       |
| Pigeonnier du manoir d'Étempes                                                                                  | Figeac                              | Lot                     | Occitanie                  | inscrit    | « PA46000044 », notice no PA46000044 | 44° 35′ 17″ nord, 2° 01′ 33″ est    |       |
| Grottes de Combe-Nègre                                                                                          | Frayssinet-le-Gélat                 | Lot                     | Occitanie                  | inscrit    | « PA46000043 », notice no PA46000043 | 44° 35′ 14″ nord, 1° 08′ 08″ est    |       |
| Grotte de Pestillac                                                                                             | Montcabrier                         | Lot                     | Occitanie                  | inscrit    | « PA46000045 », notice no PA46000045 | 44° 32′ 49″ nord, 1° 03′ 50″ est    |       |
| Pigeonnier de Bancourel                                                                                         | Saint-Cirq-Lapopie                  | Lot                     | Occitanie                  | inscrit    | « PA46000046 », notice no PA46000046 | 44° 27′ 58″ nord, 1° 39′ 55″ est    |       |
| Fontaine de Loulié                                                                                              | Saint-Denis-lès-Martel              | Lot                     | Occitanie                  | inscrit    | « PA46000047 », notice no PA46000047 | 44° 57′ 06″ nord, 1° 40′ 17″ est    |       |
| Château de Lassalle                                                                                             | Calignac                            | Lot-et-Garonne          | Nouvelle-Aquitaine         | inscrit    | « PA47000080 », notice no PA47000080 | 44° 07′ 42″ nord, 0° 25′ 47″ est    |       |
| Château de Saint-Lambert                                                                                        | Marvejols                           | Lozère                  | Occitanie                  | inscrit    | « PA48000014 », notice no PA48000014 | 44° 32′ 52″ nord, 3° 17′ 21″ est    |       |
| Camp de concentration                                                                                           | Montreuil-Bellay                    | Maine-et-Loire          | Pays de la Loire           | inscrit    | « PA49000079 », notice no PA49000079 | 47° 06′ 54″ nord, 0° 07′ 27″ ouest  |       |
| Chapelle Cathelineau                                                                                            | Mauges-sur-Loire                    | Maine-et-Loire          | Pays de la Loire           | inscrit    | « PA49000081 », notice no PA49000081 | 47° 21′ 46″ nord, 1° 00′ 49″ ouest  |       |
| Colonne de la duchesse d'Angoulême                                                                              | Mauges-sur-Loire                    | Maine-et-Loire          | Pays de la Loire           | inscrit    | « PA49000080 », notice no PA49000080 | 47° 21′ 50″ nord, 1° 01′ 18″ ouest  |       |
| Halle aux poissons                                                                                              | Coutances                           | Manche                  | Normandie                  | inscrit    | « PA50000071 », notice no PA50000071 | 49° 02′ 47″ nord, 1° 26′ 40″ ouest  |       |
| Château de la Bretonnière                                                                                       | Golleville                          | Manche                  | Normandie                  | inscrit    | « PA50000067 », notice no PA50000067 | 49° 26′ 10″ nord, 1° 30′ 07″ ouest  |       |
| Parc du château du Bel Esnault                                                                                  | Saint-Côme-du-Mont                  | Manche                  | Normandie                  | inscrit    | « PA50000072 », notice no PA50000072 | 49° 20′ 00″ nord, 1° 15′ 16″ ouest  |       |
| Église Notre-Dame                                                                                               | Turqueville                         | Manche                  | Normandie                  | classé     | « PA00110388 », notice no PA00110388 | 49° 24′ 28″ nord, 1° 16′ 45″ ouest  |       |
| Château de Juvigny                                                                                              | Juvigny                             | Marne                   | Grand Est                  | inscrit    | « PA00078727 », notice no PA00078727 | 49° 00′ 55″ nord, 4° 15′ 54″ est    |       |
| Château des Granges                                                                                             | La Noue                             | Marne                   | Grand Est                  | inscrit    | « PA00078919 », notice no PA00078919 | 48° 45′ 09″ nord, 3° 36′ 35″ est    |       |
| Lycée Schœlcher                                                                                                 | Fort-de-France                      | Martinique              | Martinique                 | inscrit    | « PA97200016 », notice no PA97200016 | 14° 36′ 13″ nord, 61° 04′ 38″ ouest |       |
| Villa Monplaisir                                                                                                | Fort-de-France                      | Martinique              | Martinique                 | inscrit    | « PA97200019 », notice no PA97200019 | 14° 36′ 14″ nord, 61° 04′ 43″ ouest |       |
| Maison | Fort-de-France                      | Martinique              | Martinique                 | inscrit    | « PA97200018 », notice no PA97200018 | 14° 36′ 17″ nord, 61° 04′ 20″ ouest |       |
| Boulangerie SURENA                                                                                              | Fort-de-France                      | Martinique              | Martinique                 | inscrit    | « PA97200011 », notice no PA97200011 | 14° 36′ 16″ nord, 61° 04′ 17″ ouest |       |
| Habitation Saint-Étienne                                                                                        | Gros-Morne                          | Martinique              | Martinique                 | inscrit    | « PA97200013 », notice no PA97200013 | 14° 41′ 24″ nord, 61° 00′ 52″ ouest |       |
| Château d'Erbrée                                                                                                | Fromentières                        | Mayenne                 | Pays de la Loire           | inscrit    | « PA53000031 », notice no PA53000031 | 47° 52′ 56″ nord, 0° 40′ 35″ ouest  |       |
| Château de Chelé                                                                                                | Hambers                             | Mayenne                 | Pays de la Loire           | inscrit    | « PA53000028 », notice no PA53000028 | 48° 13′ 55″ nord, 0° 25′ 44″ ouest  |       |
| Château du Feu                                                                                                  | Juvigné                             | Mayenne                 | Pays de la Loire           | inscrit    | « PA53000029 », notice no PA53000029 | 48° 12′ 23″ nord, 0° 59′ 14″ ouest  |       |
| Église Saint-Martin de Beurey-sur-Saulx                                                                         | Beurey-sur-Saulx                    | Meuse                   | Grand Est                  | inscrit    | « PA55000040 », notice no PA55000040 | 48° 45′ 25″ nord, 5° 01′ 32″ est    |       |
| Domaine archéologique de Mané-Véchen                                                                            | Plouhinec                           | Morbihan                | Bretagne                   | classé     | « PA56000070 », notice no PA56000070 | 47° 40′ 06″ nord, 3° 12′ 55″ ouest  |       |
| Manoir de la Chaume                                                                                             | Cervon                              | Nièvre                  | Bourgogne-Franche-Comté    | inscrit    | « PA58000038 », notice no PA58000038 | 47° 14′ 24″ nord, 3° 47′ 06″ est    |       |
| Tour Vauban | Epiry                               | Nièvre                  | Bourgogne-Franche-Comté    | inscrit    | « PA58000035 », notice no PA58000035 | 47° 10′ 49″ nord, 3° 43′ 38″ est    |       |
| Château de Précy                                                                                                | Guipy                               | Nièvre                  | Bourgogne-Franche-Comté    | inscrit    | « PA58000036 », notice no PA58000036 | 47° 14′ 20″ nord, 3° 35′ 53″ est    |       |
| Maison Bussière                                                                                                 | Nevers                              | Nièvre                  | Bourgogne-Franche-Comté    | inscrit    | « PA00112962 », notice no PA00112962 | 46° 59′ 28″ nord, 3° 09′ 47″ est    |       |
| Église Saint-Remy de Tresnay                                                                                    | Tresnay                             | Nièvre                  | Bourgogne-Franche-Comté    | inscrit    | « PA58000037 », notice no PA58000037 | 46° 41′ 47″ nord, 3° 11′ 12″ est    |       |
| Fosse n° 2 des mines de Flines                                                                                  | Anhiers                             | Nord                    | Hauts-de-France            | inscrit    | « PA59000162 », notice no PA59000162 | 50° 24′ 05″ nord, 3° 09′ 36″ est    |       |
| Église Saint-Pierre                                                                                             | Bouvines                            | Nord                    | Hauts-de-France            | classé     | « PA00107387 », notice no PA00107387 | 50° 34′ 45″ nord, 3° 11′ 14″ est    |       |
| Ancienne fosse Mathilde de la compagnie des mines d'Anzin                                                       | Denain                              | Nord                    | Hauts-de-France            | inscrit    | « PA59000163 », notice no PA59000163 | 50° 20′ 01″ nord, 3° 23′ 00″ est    |       |
| Maison | Douai                               | Nord                    | Hauts-de-France            | inscrit    | « PA00107446 », notice no PA00107446 | 50° 22′ 11″ nord, 3° 04′ 36″ est    |       |
| Bâtiment de la Subdivision des Phares et Balises                                                                | Dunkerque                           | Nord                    | Hauts-de-France            | inscrit    | « PA59000164 », notice no PA59000164 | 51° 02′ 35″ nord, 2° 22′ 35″ est    |       |
| Anciens bureaux de la compagnie de mines de Thivencelles et Fresnes-Midi                                        | Fresnes-sur-Escaut                  | Nord                    | Hauts-de-France            | inscrit    | « PA59000165 », notice no PA59000165 | 50° 25′ 55″ nord, 3° 34′ 43″ est    |       |
| Phare | Gravelines                          | Nord                    | Hauts-de-France            | inscrit    | « PA59000166 », notice no PA59000166 | 51° 00′ 14″ nord, 2° 06′ 33″ est    |       |
| Centre Historique Minier de Lewarde (ancien site minier de la fosse Delloye de la compagnie des mines d'Aniche) | Lewarde                             | Nord                    | Hauts-de-France            | classé     | « PA59000171 », notice no PA59000171 | 50° 19′ 54″ nord, 3° 10′ 21″ est    |       |
| Temple protestant                                                                                               | Lille                               | Nord                    | Hauts-de-France            | inscrit    | « PA59000172 », notice no PA59000172 | 50° 37′ 42″ nord, 3° 03′ 54″ est    |       |
| Château d'Obies                                                                                                 | Obies                               | Nord                    | Hauts-de-France            | inscrit    | « PA59000167 », notice no PA59000167 | 50° 16′ 04″ nord, 3° 47′ 14″ est    |       |
| Fosse Sabatier des mines d'Anzin (puits 2)                                                                      | Raismes                             | Nord                    | Hauts-de-France            | inscrit    | « PA59000168 », notice no PA59000168 | 50° 24′ 21″ nord, 3° 30′ 02″ est    |       |
| Couvent des Clarisses                                                                                           | Roubaix                             | Nord                    | Hauts-de-France            | inscrit    | « PA59000169 », notice no PA59000169 | 50° 41′ 17″ nord, 3° 09′ 25″ est    |       |
| Site minier de Wallers-Arenberg                                                                                 | Wallers                             | Nord                    | Hauts-de-France            | classé     | « PA00107930 », notice no PA00107930 | 50° 23′ 02″ nord, 3° 25′ 31″ est    |       |
| Presbytères français et polonais de l'église Notre-Dame-des-Mineurs des mines d'Aniche                          | Waziers                             | Nord                    | Hauts-de-France            | inscrit    | « PA59000170 », notice no PA59000170 | 50° 22′ 33″ nord, 3° 05′ 57″ est    |       |
| Église Notre-Dame des mineurs de Waziers                                                                        | Waziers                             | Nord                    | Hauts-de-France            | classé     | « PA59000159 », notice no PA59000159 | 50° 22′ 32″ nord, 3° 06′ 00″ est    |       |
| Château de Chailloué                                                                                            | Chailloué                           | Orne                    | Normandie                  | inscrit    | « PA61000058 », notice no PA61000058 | 48° 39′ 55″ nord, 0° 12′ 19″ est    |       |
| Château de Ménil-Hubert-en-Exmes                                                                                | Ménil-Hubert-en-Exmes               | Orne                    | Normandie                  | inscrit    | « PA61000059 », notice no PA61000059 | 48° 48′ 47″ nord, 0° 13′ 34″ est    |       |
| Chapelle funéraire des Berghes                                                                                  | Rânes                               | Orne                    | Normandie                  | inscrit    | « PA61000060 », notice no PA61000060 | 48° 38′ 40″ nord, 0° 12′ 38″ ouest  |       |
| Moulin de la Charité                                                                                            | 14e arrondissement de Paris         | Paris                   | Île-de-France              | inscrit    | « PA00086638 », notice no PA00086638 | 48° 50′ 16″ nord, 2° 19′ 29″ est    |       |
| Hôtel dit Séguier                                                                                               | 6e arrondissement de Paris          | Paris                   | Île-de-France              | inscrit    | « PA75060009 », notice no PA75060009 | 48° 51′ 14″ nord, 2° 20′ 30″ est    |       |
| Temple protestant d'Arras                                                                                       | Arras                               | Pas-de-Calais           | Hauts-de-France            | inscrit    | « PA62000107 », notice no PA62000107 | 50° 17′ 20″ nord, 2° 46′ 01″ est    |       |
| Phare du Gris-Nez                                                                                               | Audinghen                           | Pas-de-Calais           | Hauts-de-France            | inscrit    | « PA62000110 », notice no PA62000110 | 50° 52′ 05″ nord, 1° 34′ 57″ est    |       |
| Fosse n° 7 - 7 bis des mines de Nœux (fosse Bonnel)                                                             | Barlin                              | Pas-de-Calais           | Hauts-de-France            | inscrit    | « PA62000111 », notice no PA62000111 | 50° 27′ 04″ nord, 2° 35′ 37″ est    |       |
| Hôpital Cazin-Perrochaud                                                                                        | Berck                               | Pas-de-Calais           | Hauts-de-France            | inscrit    | « PA00108198 », notice no PA00108198 | 50° 24′ 47″ nord, 1° 33′ 48″ est    |       |
| Phare de Berck                                                                                                  | Berck                               | Pas-de-Calais           | Hauts-de-France            | inscrit    | « PA62000112 », notice no PA62000112 | 50° 23′ 54″ nord, 1° 33′ 39″ est    |       |
| Monument au soldat Marche                                                                                       | Bully-les-Mines                     | Pas-de-Calais           | Hauts-de-France            | inscrit    | « PA62000113 », notice no PA62000113 | 50° 26′ 49″ nord, 2° 43′ 09″ est    |       |
| Société de secours mutuels des ouvriers et employés des mines de Béthune et maison du médecin-chef              | Grenay                              | Pas-de-Calais           | Hauts-de-France            | inscrit    | « PA62000114 », notice no PA62000114 | 50° 27′ 04″ nord, 2° 44′ 07″ est    |       |
| Salle d'œuvres paroissiales Saint-Pierre de la cité n° 11 des mines de Lens                                     | Lens                                | Pas-de-Calais           | Hauts-de-France            | inscrit    | « PA62000085 », notice no PA62000085 | 50° 26′ 25″ nord, 2° 47′ 18″ est    |       |
| Coopérative des ouvriers mineurs des mines de Nœux                                                              | Nœux-les-Mines                      | Pas-de-Calais           | Hauts-de-France            | inscrit    | « PA62000115 », notice no PA62000115 | 50° 28′ 03″ nord, 2° 40′ 24″ est    |       |
| Pharmacie centrale des mines de Nœux                                                                            | Nœux-les-Mines                      | Pas-de-Calais           | Hauts-de-France            | inscrit    | « PA62000116 », notice no PA62000116 | 50° 28′ 22″ nord, 2° 40′ 08″ est    |       |
| Château de La Palme                                                                                             | Nortkerque                          | Pas-de-Calais           | Hauts-de-France            | inscrit    | « PA62000117 », notice no PA62000117 | 50° 52′ 51″ nord, 2° 01′ 11″ est    |       |
| Phare du Portel                                                                                                 | Le Portel                           | Pas-de-Calais           | Hauts-de-France            | inscrit    | « PA62000118 », notice no PA62000118 | 50° 41′ 54″ nord, 1° 33′ 45″ est    |       |
| Château de Rebreuve-sur-Canche                                                                                  | Rebreuve-sur-Canche                 | Pas-de-Calais           | Hauts-de-France            | inscrit    | « PA62000119 », notice no PA62000119 | 50° 16′ 08″ nord, 2° 20′ 21″ est    |       |
| École de filles de la cité Nouméa des mines de Drocourt                                                         | Rouvroy                             | Pas-de-Calais           | Hauts-de-France            | inscrit    | « PA62000120 », notice no PA62000120 | 50° 24′ 18″ nord, 2° 54′ 46″ est    |       |
| Presbytère français de l'église Saint-Louis de la cité Nouméa des Mines de Drocourt                             | Rouvroy                             | Pas-de-Calais           | Hauts-de-France            | inscrit    | « PA62000121 », notice no PA62000121 | 50° 24′ 17″ nord, 2° 54′ 43″ est    |       |
| Phare du Touquet                                                                                                | Touquet-Paris-Plage                 | Pas-de-Calais           | Hauts-de-France            | inscrit    | « PA62000122 », notice no PA62000122 | 50° 31′ 25″ nord, 1° 35′ 32″ est    |       |
| Château de Verchin                                                                                              | Verchin                             | Pas-de-Calais           | Hauts-de-France            | inscrit    | « PA62000108 », notice no PA62000108 | 50° 29′ 37″ nord, 2° 11′ 50″ est    |       |
| Temple protestant de Wanquetin                                                                                  | Wanquetin                           | Pas-de-Calais           | Hauts-de-France            | inscrit    | « PA62000109 », notice no PA62000109 | 50° 16′ 32″ nord, 2° 36′ 47″ est    |       |
| Château du Verger                                                                                               | Artonne                             | Puy-de-Dôme             | Auvergne-Rhône-Alpes       | inscrit    | « PA63000098 », notice no PA63000098 | 46° 00′ 26″ nord, 3° 08′ 53″ est    |       |
| Commanderie de Chassaing                                                                                        | Le Broc                             | Puy-de-Dôme             | Auvergne-Rhône-Alpes       | classé     | « PA00091924 », notice no PA00091924 | 45° 29′ 00″ nord, 3° 14′ 41″ est    |       |
| Château du Bouy                                                                                                 | Champétières                        | Puy-de-Dôme             | Auvergne-Rhône-Alpes       | inscrit    | « PA00091946 », notice no PA00091946 | 45° 30′ 38″ nord, 3° 41′ 34″ est    |       |
| Église Saint-Julien de La Chapelle-sur-Usson                                                                    | La Chapelle-sur-Usson               | Puy-de-Dôme             | Auvergne-Rhône-Alpes       | inscrit    | « PA63000099 », notice no PA63000099 | 45° 27′ 55″ nord, 3° 23′ 57″ est    |       |
| Hôtel Cote-Blatin                                                                                               | Clermont-Ferrand                    | Puy-de-Dôme             | Auvergne-Rhône-Alpes       | inscrit    | « PA63000100 », notice no PA63000100 | 45° 46′ 37″ nord, 3° 05′ 25″ est    |       |
| Hôtel Clément                                                                                                   | Issoire                             | Puy-de-Dôme             | Auvergne-Rhône-Alpes       | inscrit    | « PA00092144 », notice no PA00092144 | 45° 32′ 36″ nord, 3° 14′ 54″ est    |       |
| Beffroi de Montaigut                                                                                            | Montaigut                           | Puy-de-Dôme             | Auvergne-Rhône-Alpes       | inscrit    | « PA00092195 », notice no PA00092195 | 46° 10′ 51″ nord, 2° 48′ 28″ est    |       |
| Château de Beaurecueil                                                                                          | Nonette-Orsonnette                  | Puy-de-Dôme             | Auvergne-Rhône-Alpes       | inscrit    | « PA00092219 », notice no PA00092219 | 45° 29′ 36″ nord, 3° 16′ 43″ est    |       |
| Beffroi de Pont-du-Château                                                                                      | Pont-du-Château                     | Puy-de-Dôme             | Auvergne-Rhône-Alpes       | inscrit    | « PA00092244 », notice no PA00092244 | 45° 47′ 52″ nord, 3° 14′ 52″ est    |       |
| Immeuble | Thiers                              | Puy-de-Dôme             | Auvergne-Rhône-Alpes       | inscrit    | « PA00092440 », notice no PA00092440 | 45° 51′ 19″ nord, 3° 32′ 51″ est    |       |
| Château de Bosredon                                                                                             | Volvic                              | Puy-de-Dôme             | Auvergne-Rhône-Alpes       | inscrit    | « PA00092477 », notice no PA00092477 | 45° 52′ 21″ nord, 3° 02′ 20″ est    |       |
| Pont Noblia | Bidarray                            | Pyrénées-Atlantiques    | Nouvelle-Aquitaine         | inscrit    | « PA64000073 », notice no PA64000073 | 43° 16′ 04″ nord, 1° 20′ 43″ ouest  |       |
| Église Saint-Martin de Biriatou                                                                                 | Biriatou                            | Pyrénées-Atlantiques    | Nouvelle-Aquitaine         | inscrit    | « PA64000074 », notice no PA64000074 | 43° 19′ 59″ nord, 1° 44′ 33″ ouest  |       |
| Château de Cassaber                                                                                             | Carresse-Cassaber                   | Pyrénées-Atlantiques    | Nouvelle-Aquitaine         | inscrit    | « PA64000075 », notice no PA64000075 | 43° 29′ 35″ nord, 1° 00′ 38″ ouest  |       |
| Villa mauresque                                                                                                 | Hendaye                             | Pyrénées-Atlantiques    | Nouvelle-Aquitaine         | inscrit    | « PA64000076 », notice no PA64000076 | 43° 21′ 36″ nord, 1° 46′ 37″ ouest  |       |
| Villa Bakhar Etchea                                                                                             | Hendaye                             | Pyrénées-Atlantiques    | Nouvelle-Aquitaine         | inscrit    | « PA64000077 », notice no PA64000077 | 43° 21′ 36″ nord, 1° 46′ 37″ ouest  |       |
| Fortifications romaines des Cluses                                                                              | Les Cluses                          | Pyrénées-Orientales     | Occitanie                  | classé     | « PA00103994 », notice no PA00103994 | 42° 28′ 56″ nord, 2° 50′ 27″ est    |       |
| Castrum de La Llagonne                                                                                          | La Llagonne                         | Pyrénées-Orientales     | Occitanie                  | inscrit    | « PA66000019 », notice no PA66000019 | 42° 31′ 35″ nord, 2° 07′ 17″ est    |       |
| Puits de ville                                                                                                  | Mont-Louis                          | Pyrénées-Orientales     | Occitanie                  | inscrit    | « PA66000029 », notice no PA66000029 | 42° 30′ 29″ nord, 2° 07′ 17″ est    |       |
| Église Saint-Louis de Mont-Louis                                                                                | Mont-Louis                          | Pyrénées-Orientales     | Occitanie                  | inscrit    | « PA66000028 », notice no PA66000028 | 42° 30′ 31″ nord, 2° 07′ 20″ est    |       |
| Site archéologique du Panissars: voie Domitienne, trophée de Pompée                                             | Le Perthus                          | Pyrénées-Orientales     | Occitanie                  | classé     | « PA66000022 », notice no PA66000022 | 42° 27′ 18″ nord, 2° 51′ 15″ est    |       |
| Temple de l'Union                                                                                               | Bras-Panon                          | La Réunion              | La Réunion                 | inscrit    | « PA97400107 », notice no PA97400107 |                                     |       |
| Temple Mardévirin                                                                                               | Saint-André                         | La Réunion              | La Réunion                 | inscrit    | « PA97400106 », notice no PA97400106 | 20° 56′ 35″ sud, 55° 38′ 53″ est    |       |
| Temple de Morange                                                                                               | Saint-Benoît                        | La Réunion              | La Réunion                 | inscrit    | « PA97400105 », notice no PA97400105 | 21° 06′ 00″ sud, 55° 43′ 59″ est    |       |
| Château Morange                                                                                                 | Saint-Denis                         | La Réunion              | La Réunion                 | inscrit    | « PA97400099 », notice no PA97400099 | 20° 53′ 31″ sud, 55° 27′ 43″ est    |       |
| Hôtel Laçay | Saint-Paul                          | La Réunion              | La Réunion                 | inscrit    | « PA97400101 », notice no PA97400101 | 21° 00′ 31″ sud, 55° 16′ 11″ est    |       |
| Longère communale de Saint-Paul                                                                                 | Saint-Paul                          | La Réunion              | La Réunion                 | inscrit    | « PA97400102 », notice no PA97400102 | 21° 00′ 33″ sud, 55° 16′ 13″ est    |       |
| Église de la Conversion de saint Paul                                                                           | Saint-Paul                          | La Réunion              | La Réunion                 | inscrit    | « PA97400100 », notice no PA97400100 | 21° 00′ 51″ sud, 55° 16′ 14″ est    |       |
| Fontaine de la Vierge                                                                                           | Saint-Paul                          | La Réunion              | La Réunion                 | inscrit    | « PA97400103 », notice no PA97400103 | 21° 00′ 49″ sud, 55° 16′ 13″ est    |       |
| Temple des Casernes                                                                                             | Saint-Pierre                        | La Réunion              | La Réunion                 | inscrit    | « PA97400104 », notice no PA97400104 | 21° 19′ 51″ sud, 55° 28′ 56″ est    |       |
| École Saint-Thomas-d'Aquin                                                                                      | Oullins                             | Rhône                   | Auvergne-Rhône-Alpes       | inscrit    | « PA00118010 », notice no PA00118010 | 45° 42′ 41″ nord, 4° 48′ 30″ est    |       |
| Puits Perret | Saint-Pierre-la-Palud               | Rhône                   | Auvergne-Rhône-Alpes       | inscrit    | « PA69000042 », notice no PA69000042 | 45° 47′ 46″ nord, 4° 36′ 26″ est    |       |
| Château d'Avauges                                                                                               | Saint-Romain-de-Popey               | Rhône                   | Auvergne-Rhône-Alpes       | inscrit    | « PA00118056 », notice no PA00118056 | 45° 52′ 13″ nord, 4° 31′ 41″ est    |       |
| Église Saint-Martin de Chagny                                                                                   | Chagny                              | Saône-et-Loire          | Bourgogne-Franche-Comté    | inscrit    | « PA00113146 », notice no PA00113146 | 46° 54′ 43″ nord, 4° 45′ 08″ est    |       |
| Hôtel Denon | Chalon-sur-Saône                    | Saône-et-Loire          | Bourgogne-Franche-Comté    | classé     | « PA71000031 », notice no PA71000031 | 46° 46′ 56″ nord, 4° 51′ 17″ est    |       |
| Couvent des Ursulines de Marcigny                                                                               | Marcigny                            | Saône-et-Loire          | Bourgogne-Franche-Comté    | inscrit    | « PA71000054 », notice no PA71000054 | 46° 16′ 36″ nord, 4° 02′ 25″ est    |       |
| Rotonde ferroviaire de Montabon                                                                                 | Montval-sur-Loir                    | Sarthe                  | Pays de la Loire           | inscrit    | « PA72000042 », notice no PA72000042 | 47° 40′ 56″ nord, 0° 24′ 38″ est    |       |
| Hôtel Royal | Aix-les-Bains                       | Savoie                  | Auvergne-Rhône-Alpes       | inscrit    | « PA00118169 », notice no PA00118169 | 45° 41′ 15″ nord, 5° 55′ 08″ est    |       |
| Hôtel Splendide                                                                                                 | Aix-les-Bains                       | Savoie                  | Auvergne-Rhône-Alpes       | inscrit    | « PA00118170 », notice no PA00118170 | 45° 41′ 13″ nord, 5° 55′ 08″ est    |       |
| Château de Bailleul                                                                                             | Angerville-Bailleul                 | Seine-Maritime          | Normandie                  | classé     | « PA00100540 », notice no PA00100540 | 49° 40′ 27″ nord, 0° 27′ 00″ est    |       |
| Abbaye Saint-Martin d'Auchy                                                                                     | Aumale                              | Seine-Maritime          | Normandie                  | inscrit    | « PA76000089 », notice no PA76000089 | 49° 46′ 33″ nord, 1° 45′ 05″ est    |       |
| Manoir du Catel                                                                                                 | Écretteville-lès-Baons              | Seine-Maritime          | Normandie                  | classé     | « PA00100634 », notice no PA00100634 | 49° 37′ 31″ nord, 0° 41′ 18″ est    |       |
| Ensemble de la Grand'Mare                                                                                       | Rouen                               | Seine-Maritime          | Normandie                  | inscrit    | « PA76000088 », notice no PA76000088 | 49° 26′ 55″ nord, 1° 08′ 33″ est    |       |
| Phare de la Hève                                                                                                | Sainte-Adresse                      | Seine-Maritime          | Normandie                  | inscrit    | « PA76000090 », notice no PA76000090 | 49° 30′ 45″ nord, 0° 04′ 09″ est    |       |
| Phare d'Ailly                                                                                                   | Sainte-Marguerite-sur-Mer           | Seine-Maritime          | Normandie                  | inscrit    | « PA76000091 », notice no PA76000091 | 49° 55′ 00″ nord, 0° 57′ 36″ est    |       |
| Maison | Montfermeil                         | Seine-Saint-Denis       | Île-de-France              | inscrit    | « PA93000027 », notice no PA93000027 | 48° 53′ 56″ nord, 2° 34′ 00″ est    |       |
| Château de Contay                                                                                               | Contay                              | Somme                   | Hauts-de-France            | inscrit    | « PA80000070 », notice no PA80000070 | 50° 00′ 22″ nord, 2° 28′ 50″ est    |       |
| Château de Lœuilly                                                                                              | Lœuilly                             | Somme                   | Hauts-de-France            | inscrit    | « PA80000069 », notice no PA80000069 | 49° 46′ 19″ nord, 2° 10′ 21″ est    |       |
| Pigeonnier de Montplaisir                                                                                       | Ambres                              | Tarn                    | Occitanie                  | inscrit    | « PA81000041 », notice no PA81000041 | 43° 43′ 14″ nord, 1° 51′ 00″ est    |       |
| Pigeonnier des Garrabets                                                                                        | Castelnau-de-Lévis                  | Tarn                    | Occitanie                  | inscrit    | « PA81000042 », notice no PA81000042 | 43° 56′ 11″ nord, 2° 05′ 16″ est    |       |
| Château d'Hauterive                                                                                             | Castres                             | Tarn                    | Occitanie                  | inscrit    | « PA81000039 », notice no PA81000039 | 43° 33′ 39″ nord, 2° 15′ 36″ est    |       |
| Castrum de Roquefort                                                                                            | Sorèze                              | Tarn                    | Occitanie                  | inscrit    | « PA81000040 », notice no PA81000040 | 43° 25′ 16″ nord, 2° 05′ 17″ est    |       |
| Pigeonnier de Roques                                                                                            | Pommevic                            | Tarn-et-Garonne         | Occitanie                  | inscrit    | « PA82000027 », notice no PA82000027 | 44° 05′ 14″ nord, 0° 55′ 41″ est    |       |
| Lavoir du Bernardot                                                                                             | Bourogne                            | Territoire de Belfort   | Bourgogne-Franche-Comté    | inscrit    | « PA90000011 », notice no PA90000011 | 47° 33′ 40″ nord, 6° 54′ 54″ est    |       |
| Monument aux morts de Bargemon                                                                                  | Bargemon                            | Var                     | Provence-Alpes-Côte d'Azur | inscrit    | « PA83000022 », notice no PA83000022 | 43° 37′ 11″ nord, 6° 33′ 05″ est    |       |
| Monument aux morts de la Première Guerre mondiale                                                               | Toulon                              | Var                     | Provence-Alpes-Côte d'Azur | inscrit    | « PA83000023 », notice no PA83000023 | 43° 07′ 34″ nord, 5° 55′ 32″ est    |       |
| Monument aux morts du jardin des Doms                                                                           | Avignon                             | Vaucluse                | Provence-Alpes-Côte d'Azur | inscrit    | « PA84000055 », notice no PA84000055 | 43° 57′ 07″ nord, 4° 48′ 26″ est    |       |
| Logis seigneurial de Cezais                                                                                     | Cezais                              | Vendée                  | Pays de la Loire           | inscrit    | « PA85000036 », notice no PA85000036 | 46° 35′ 19″ nord, 0° 49′ 12″ ouest  |       |
| Château de la Forêt-Nesdeau                                                                                     | Chaix                               | Vendée                  | Pays de la Loire           | inscrit    | « PA85000038 », notice no PA85000038 | 46° 25′ 06″ nord, 0° 51′ 14″ ouest  |       |
| Château de la Haute-Braconnière                                                                                 | Dompierre-sur-Yon                   | Vendée                  | Pays de la Loire           | inscrit    | « PA85000039 », notice no PA85000039 | 46° 45′ 02″ nord, 1° 22′ 45″ ouest  |       |
| Hôtel de Rorthais de Marmende                                                                                   | Luçon                               | Vendée                  | Pays de la Loire           | inscrit    | « PA85000040 », notice no PA85000040 | 46° 27′ 17″ nord, 1° 10′ 02″ ouest  |       |
| Logis des Grois                                                                                                 | Saint-Germain-de-Prinçay            | Vendée                  | Pays de la Loire           | inscrit    | « PA85000037 », notice no PA85000037 | 46° 44′ 26″ nord, 1° 01′ 53″ ouest  |       |
| Château de Saint-Martin-Lars-en-Sainte-Hermine                                                                  | Saint-Martin-Lars-en-Sainte-Hermine | Vendée                  | Pays de la Loire           | inscrit    | « PA85000041 », notice no PA85000041 | 46° 35′ 27″ nord, 0° 58′ 53″ ouest  |       |
| Château de Fougeret                                                                                             | Queaux                              | Vienne                  | Nouvelle-Aquitaine         | inscrit    | « PA86000040 », notice no PA86000040 | 46° 20′ 20″ nord, 0° 40′ 28″ est    |       |
| Maison forte de Crouailles                                                                                      | Saires                              | Vienne                  | Nouvelle-Aquitaine         | inscrit    | « PA86000041 », notice no PA86000041 | 46° 54′ 43″ nord, 0° 13′ 10″ est    |       |
| Chapelle de Saulgé                                                                                              | Saulgé                              | Vienne                  | Nouvelle-Aquitaine         | inscrit    | « PA86000039 », notice no PA86000039 | 46° 22′ 42″ nord, 0° 52′ 29″ est    |       |
| Villa des Îles                                                                                                  | Vicq-sur-Gartempe                   | Vienne                  | Nouvelle-Aquitaine         | inscrit    | « PA86000042 », notice no PA86000042 | 46° 43′ 15″ nord, 0° 51′ 47″ est    |       |
| Château du Fou                                                                                                  | Vouneuil-sur-Vienne                 | Vienne                  | Nouvelle-Aquitaine         | inscrit    | « PA00105784 », notice no PA00105784 | 46° 43′ 12″ nord, 0° 30′ 34″ est    |       |
| Église Saint-Pierre-et-Saint-Paul                                                                               | Trampot                             | Vosges                  | Grand Est                  | inscrit    | « PA88000046 », notice no PA88000046 | 48° 21′ 39″ nord, 5° 26′ 13″ est    |       |
| Château de Bonnelles                                                                                            | Bonnelles                           | Yvelines                | Île-de-France              | inscrit    | « PA78000028 », notice no PA78000028 | 48° 37′ 13″ nord, 2° 01′ 22″ est    |       |
| Château de Jambville                                                                                            | Jambville                           | Yvelines                | Île-de-France              | inscrit    | « PA00132997 », notice no PA00132997 | 49° 02′ 43″ nord, 1° 51′ 09″ est    |       |
| Château de la Coudraie                                                                                          | Poissy                              | Yvelines                | Île-de-France              | inscrit    | « PA78000029 », notice no PA78000029 | 48° 55′ 06″ nord, 2° 01′ 05″ est    |       |
| Château de Rambouillet                                                                                          | Rambouillet                         | Yvelines                | Île-de-France              | classé     | « PA00087581 », notice no PA00087581 | 48° 38′ 44″ nord, 1° 49′ 04″ est    |       |
| Château de Valmoré                                                                                              | Saint-Germain-en-Laye               | Yvelines                | Île-de-France              | inscrit    | « PA78000030 », notice no PA78000030 | 48° 54′ 19″ nord, 2° 05′ 01″ est    |       |
| Synagogue de Versailles                                                                                         | Versailles                          | Yvelines                | Île-de-France              | inscrit    | « PA78000027 », notice no PA78000027 | 48° 48′ 38″ nord, 2° 08′ 10″ est    |       |
| Hangar agricole de Grand'Maisons                                                                                | Villepreux                          | Yvelines                | Île-de-France              | inscrit    | « PA78000031 », notice no PA78000031 | 48° 50′ 21″ nord, 2° 00′ 43″ est    |       |

## Radiations
Les édifices suivants sont radiés en 2010 :
- Corrèze :
  - Brive-la-Gaillarde : porte Renaissance aux armes de la ville dans la cour de la maison qui se trouvait au 21 rue Charles-Teyssier (inscription par arrêté du 15 octobre 1932, radiée par arrêté du 27 septembre 2010)

- Haute-Vienne :
  - Limoges :
    - Rampe en ferronnerie de l'escalier en pierre de la cour de la maison, 14 rue Raspail (inscription par arrêté du 27 septembre 1946, radiée par arrêté du 27 septembre 2010)
    - Façades sur rue des maisons, 3 et 5 rue de la Cité (inscription par arrêté du 27 septembre 1946, radiées par arrêté du 27 septembre 2010)
    - Façade de la chapelle des Carmélites (inscription par arrêté du 2 mai 1947, radiée par arrêté du 27 septembre 2010)

- Indre-et-Loire :
  - Chargé : grange aux dîmes, 3 rue Julia et rue Alphonse-Daudet (inscription par arrêté du 29 décembre 1983, radiée par arrêté du 25 juin 2010)

- Rhône :
  - Lyon : théâtre de l'Eldorado, 33 cours Gambetta (inscription par arrêté du 13 décembre 1982, radié par arrêté du 12 mars 2010)